# Economía de Robinson Crusoe
La economía de Robinson Crusoe es un marco simple para estudiar el comercio en economía. Asume la existencia de una economía con un solo consumidor, un productor y dos bienes. El título «Robinson Crusoe» es una referencia a la novela del mismo nombre escrita por Daniel Defoe en 1719. La historia trata sobre un náufrago que pasó 28 años en una isla inhabitada cerca de Trinidad, por lo que es apropiada para describir una estructura económica sin complicaciones con un solo actor.
Como concepto en economía, adquiere importancia debido a su capacidad para simplificar las complejidades del mundo real. El supuesto implícito es que el estudio de una economía de un agente proporcionará información útil sobre el funcionamiento de una economía del mundo real con muchos agentes económicos. Este artículo está relacionado con el estudio del comportamiento del consumidor, el comportamiento del productor y el equilibrio como parte de la microeconomía. En otros campos de la economía, el modelo de economía de Robinson Crusoe es empleada esencialmente para lo mismo. Por ejemplo, en finanzas públicas, la economía de Robinson Crusoe es empleada para estudiar los varios tipos de bienes públicos y ciertos aspectos de los beneficios colectivos. Asimismo, en economía del desarrollo, es utilizada para desarrollar modelos de crecimiento para países en vías de desarrollo o desarrollados para emprender un camino de crecimiento constante por medio de técnicas de ahorro e inversión.
En una economía de Robinson Crusoe, existe solo un individuo: Robinson Crusoe, quien actúa tanto como productor para maximizar sus beneficios como consumidor para maximizar sus utilidades. La posibilidad de comercio puede ser introducida al añadir a otra persona en la económica. Esta persona es el amigo de Crusoe, Viernes. Si bien en la novela tiene el rol del sirviente de Crusoe, en la economía de Robinson Crusoe es considerado otro actor con la misma capacidad que Crusoe en la toma de decisiones. Además, las condiciones de eficiencia de Pareto puede ser analizada al incorporar el concepto de caja de Edgeworth.
Los supuestos básicos de la economía de Robinson Crusoe son los siguientes:
1. La isla está aislada del resto del mundo (y por tanto no se puede comerciar)
2. Solo existe un agente económico (el propio Crusoe)
3. Todas las mercancías de la isla deben ser producidas o halladas en las reservas existentes.

## Marco

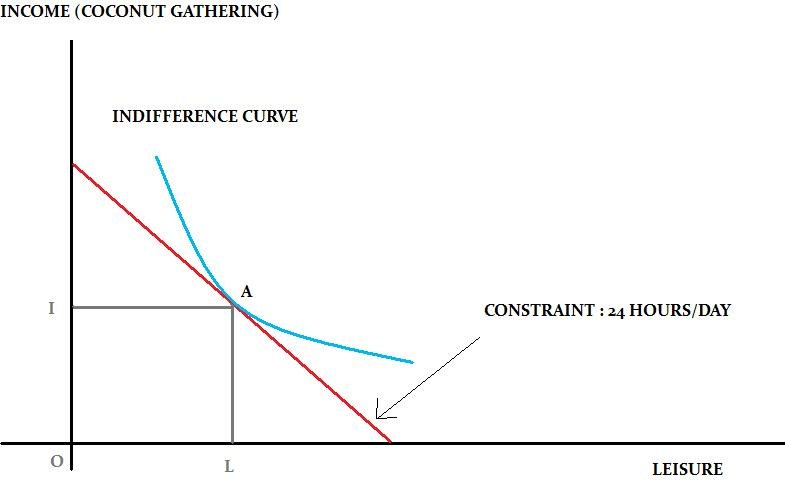
Figura 1: Preferencia ingreso-ocio en una economía de Robinson Crusoe.

Se supone que Robinson Crusoe es un náufrago en una isla desierta. Al igual que las opciones que los hogares enfrentan como oferentes de trabajo, Crusoe solo tiene dos actividades en las cuales participar: obtener ingresos o pasar su tiempo en ocio. En este caso, la actividad generadora de ingresos es la recolección de cocos. Como siempre, cuanto más tiempo pasa en ocio, menos comida tiene para comer; y, a la inversa, cuanto más tiempo pasa recolectando cocos, menos tiempo tiene para el ocio. Esto se ilustra en la figura 1.